# Salt Lick (Kentucky)
Salt Lick es una ciudad ubicada en el condado de Bath en el estado estadounidense de Kentucky. En el Censo de 2010 tenía una población de 303 habitantes y una densidad poblacional de 148,09 personas por km².

## Geografía
Salt Lick se encuentra ubicada en las coordenadas 38°7′10″N 83°36′56″O / 38.11944, -83.61556. Según la Oficina del Censo de los Estados Unidos, Salt Lick tiene una superficie total de 2.05 km², de la cual 2.02 km² corresponden a tierra firme y (1.14%) 0.02 km² es agua.

## Demografía
Según el censo de 2010, había 303 personas residiendo en Salt Lick. La densidad de población era de 148,09 hab./km². De los 303 habitantes, Salt Lick estaba compuesto por el 99.01% blancos, el 0.33% eran afroamericanos, el 0.33% eran amerindios, el 0% eran asiáticos, el 0% eran isleños del Pacífico, el 0% eran de otras razas y el 0.33% pertenecían a dos o más razas. Del total de la población el 0% eran hispanos o latinos de cualquier raza.